# Chouvigny
Chouvigny [ʃuviɲi] (okzitanisch Chalvinhet) ist eine französische Gemeinde mit 230 Einwohnern (Stand 1. Januar 2022) im Département Allier in der Region Auvergne-Rhône-Alpes. Sie gehört zum Arrondissement Vichy und zum Kanton Gannat.

## Geografie
Die Gemeinde liegt an der Sioule, etwa 35 Kilometer westlich von Vichy. Das Gemeindegebiet von Chouvigny grenzt im Süden an das Département Puy-de-Dôme.

## Bevölkerungsentwicklung
| Jahr                       | 1962 | 1968 | 1975 | 1982 | 1990 | 1999 | 2006 | 2013 | 2022 |
| Einwohner                  | 340  | 349  | 265  | 255  | 240  | 238  | 239  | 220  | 230  |
| Quellen: Cassini und INSEE |      |      |      |      |      |      |      |      |      |

## Sehenswürdigkeiten
- Burg, Mitte des 13. Jahrhunderts 80 m auf einem Felsen über den Schluchten der Sioule (Gorges de la Sioule) erbaut, Mitte des 19. Jahrhunderts vom Herzog von Morny gekauft und restauriert
- Kirche Saint Pierre, 1760 erbaut, mit Statuen „Notre Dame de Chouvigny“ und „Saint Roch“ (18. Jahrhundert)
- La table de Péraclos (Felsformation)

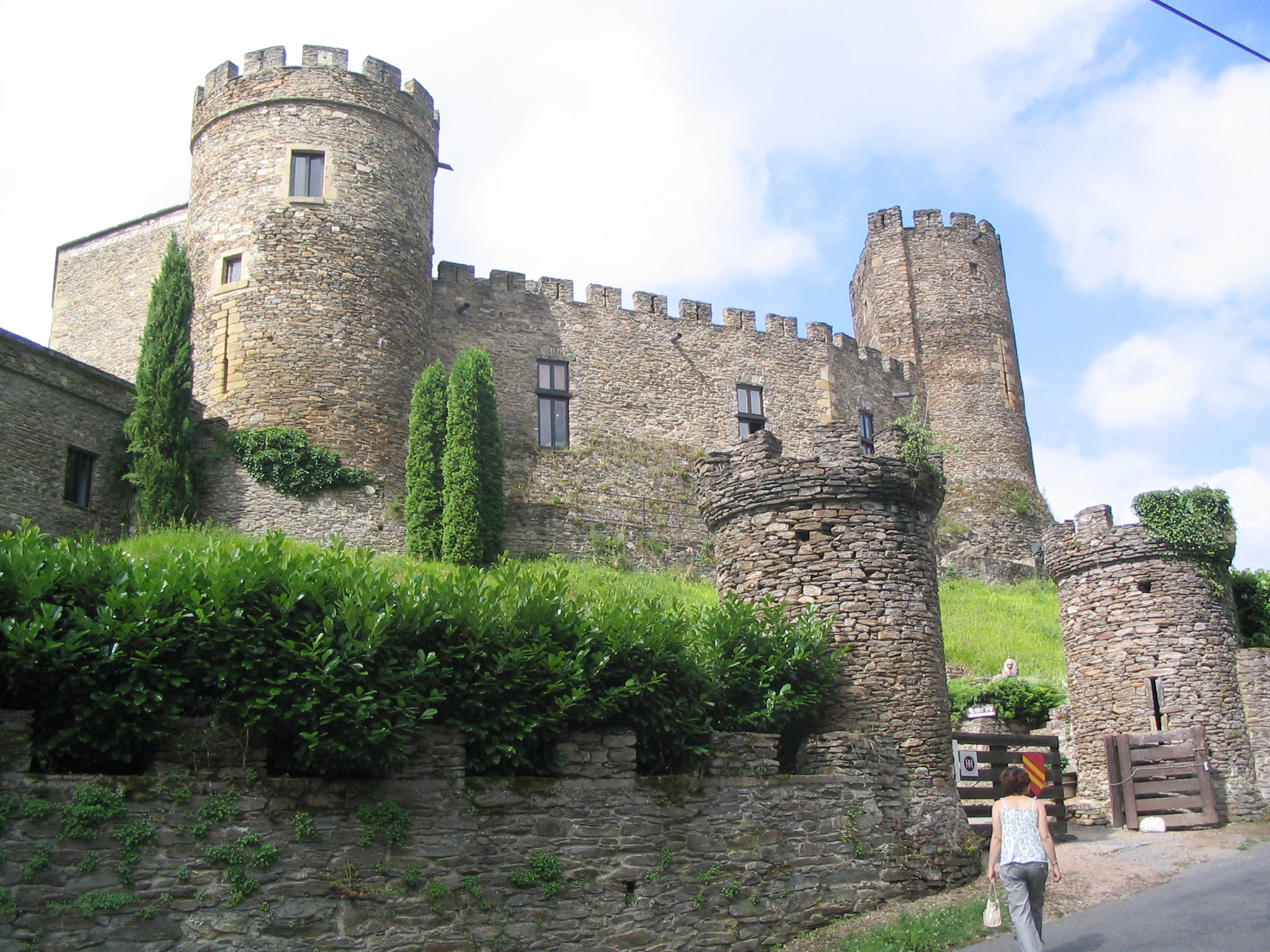
Burg